# Israelitisches Kranken- und Schwesternheim
Das Israelitische Kranken- und Schwesternheim war ein Krankenhaus im Münchner Stadtteil Ludwigsvorstadt. Es bestand von 1910 bis 1942.

## Geschichte

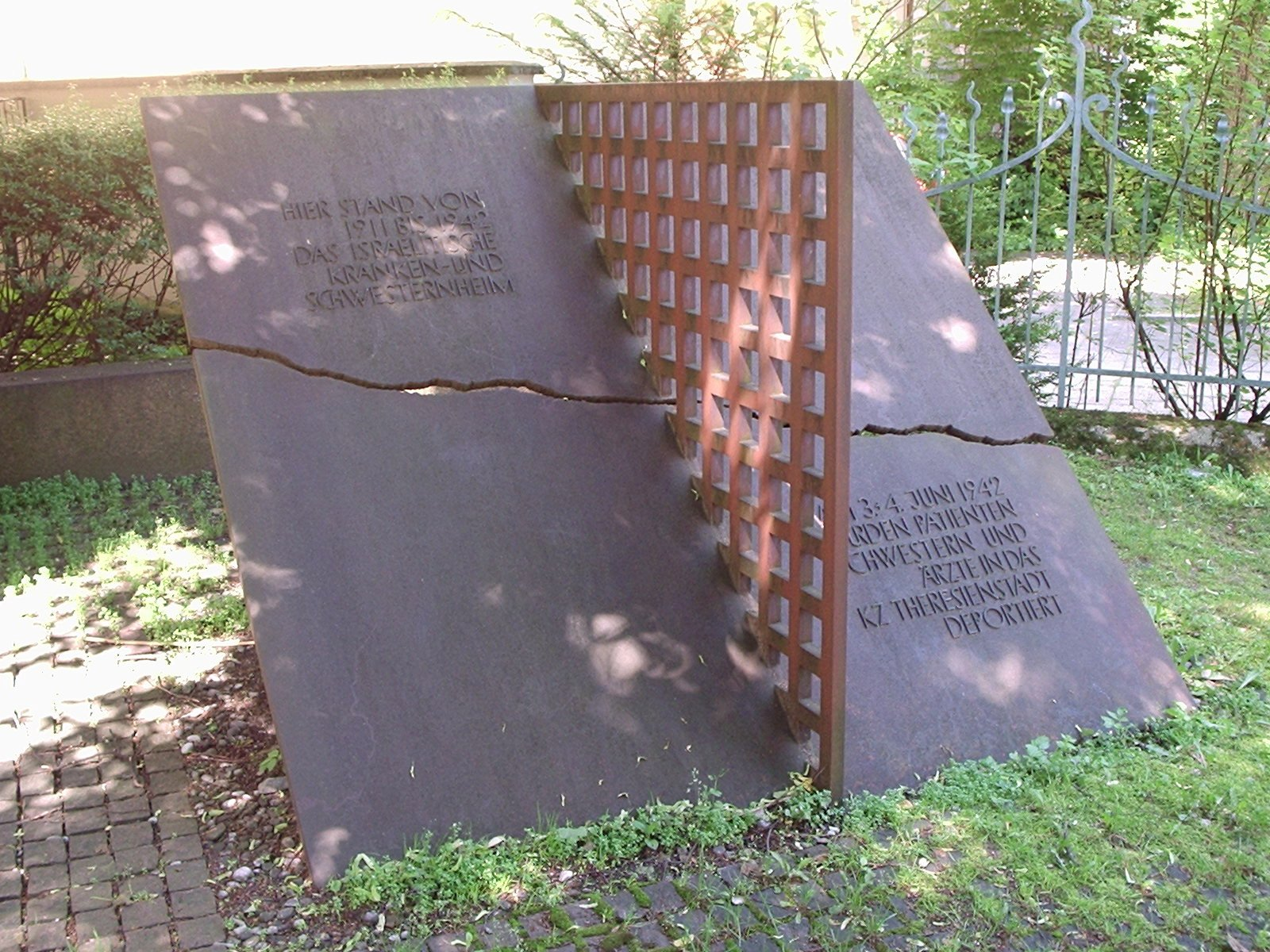
Mahnmal für das Israelitische Kranken- und Schwesternheim

Eine jüdische Schwesternschaft gab es in München bereits seit Ende des 19. Jahrhunderts. Das Krankenhaus und Schwesternheim wurde 1910 im Gebäude an der Hermann-Schmid-Straße 5 gegründet, das zu diesem Zweck umgebaut wurde. Später kam auch noch das Gebäude an der Hermann-Schmid-Straße 7 dazu. Ziel der Gründung war es, ein Krankenhaus gemäß dem damaligen Fortschritt in der Medizin und Hygiene einzurichten und besondere Rücksicht unter anderem auf die religiösen Speisegesetze bei der Verpflegung jüdischer Patienten zu nehmen. Das Krankenhaus stand aber bis 1933 allen Konfessionen offen. Es wurde auch von vielen bekannten Münchner Ärzten zum Behandeln und Operieren ihrer Patienten genutzt, darunter der Chirurg Prinz Ludwig Ferdinand.
Nach der Machtergreifung 1933 wurden Personen jüdischer Herkunft in staatlichen und städtischen Krankenhäusern nicht mehr aufgenommen, was gravierende Platzprobleme im Israelitischen Krankenhaus zur Folge hatte. Seit den Novemberpogromen 1938 wurde der Betrieb des Krankenhauses von der SS und Gestapo überwacht und es durfte nur noch von Ärzten und Angestellten jüdischer Herkunft betreten werden. Anfang Juni 1942 wurde das Krankenhaus auf Befehl der NS-Verwaltung aufgelöst und die etwa 50 Patienten, darunter Schwerstkranke und Sterbende, in Begleitung von drei Schwestern und dem Chefarzt in einem Möbelwagen zum Südbahnhof transportiert, von wo aus am 3. und 4. Juni ein Weitertransport ins Ghetto Theresienstadt erfolgte. Von dort aus wurden sie in die Vernichtungslager gebracht. Die einzigen Überlebenden waren der Chefarzt Julius Spanier, seine Frau und zwei der Schwestern.
In der Folgezeit wurden die Gebäude als Unterkunft vom NS-Verein Lebensborn genutzt. 1944 wurden beide Gebäude bei Bombenangriffen zerstört.

## Mahnmal
An der Stelle des ehemaligen Krankenhauses befindet sich heute ein Mahnmal, das 1993 von Horst Auer geschaffen wurde. Es besteht aus einer schrägen Stahlplatte mit Inschrift, die von einem Riss durchzogen wird. Sie wird in der Mitte von einer weiteren Stahlplatte durchdrungen, die die Form eines massiven Gitters hat.
Koordinaten: 48° 7′ 41,3″ N, 11° 33′ 10″ O